# Billiat
Billiat ist eine französische Gemeinde mit 669 Einwohnern (Stand; 1. Januar 2022) im Département Ain in der Region Auvergne-Rhône-Alpes. Sie gehört zum Arrondissement Nantua und ist Mitglied im Gemeindeverband Terre Valserhône. Die Bewohner werden Billiatus und Billiatuses genannt.

## Geographie
Billiat liegt auf 540 m, etwa fünf Kilometer südwestlich der Stadt Bellegarde-sur-Valserine, 45 Kilometer ostsüdöstlich der Präfektur Bourg-en-Bresse und 31 Kilometer westsüdwestlich der Stadt Genf (Luftlinie). Das Bauerndorf erstreckt sich im Becken von Bellegarde, an aussichtsreicher Lage auf dem Plateau der Michaille, rund 220 m über der Talniederung der Rhône am Ostfuß des Plateau de Retord, eines Hochplateaus des französischen Juras.
Die Fläche des 13,70 km² großen Gemeindegebiets umfasst einen Abschnitt des Rhônetals. Der östliche Gemeindeteil wird vom breiten Plateau der Michaille eingenommen, das auf durchschnittlich 540 m liegt. Es senkt sich gegen Osten allmählich ab und wird durch die Täler kurzer Seitenbäche der Rhône untergliedert. Die östliche Grenze verläuft entlang der Rhône, die hier in einem von Felswänden flankierten Tal liegt und durch die Talsperre Génissiat zu einem langgezogenen See aufgestaut ist. Nach Westen erstreckt sich das Gemeindeareal mit einem schmalen Streifen über den steilen Jurahang bis auf das Plateau de Retord, auf dem mit 1310 m die höchste Erhebung von Billiat erreicht wird.
Zu Billiat gehören der Weiler Davarod (570 m) und einige Gehöfte. Nachbargemeinden von Billiat sind Villes und Bellegarde-sur-Valserine im Norden, Saint-Germain-sur-Rhône im Osten, Injoux-Génissiat im Süden sowie Haut-Valromey mit Hotonnes im Westen.

## Geschichte
Erstmals urkundlich erwähnt wird Billiat im Jahr 1198 unter dem Namen Billiacus. Aus späterer Zeit sind die Bezeichnungen De Billie (1278) und Billia (16. Jahrhundert) überliefert. Der Ortsname geht auf den gallorömischen Personennamen Billius zurück und bedeutet so viel wie Landgut des Billius (Billiacum). Seit dem 12. Jahrhundert bildete Billiat eine Pfarrei und eine Herrschaft, welche unter der Oberhoheit der Grafen von Savoyen stand. Im 14. Jahrhundert war der Ort Sitz einer Kastlanei.

## Sehenswürdigkeiten

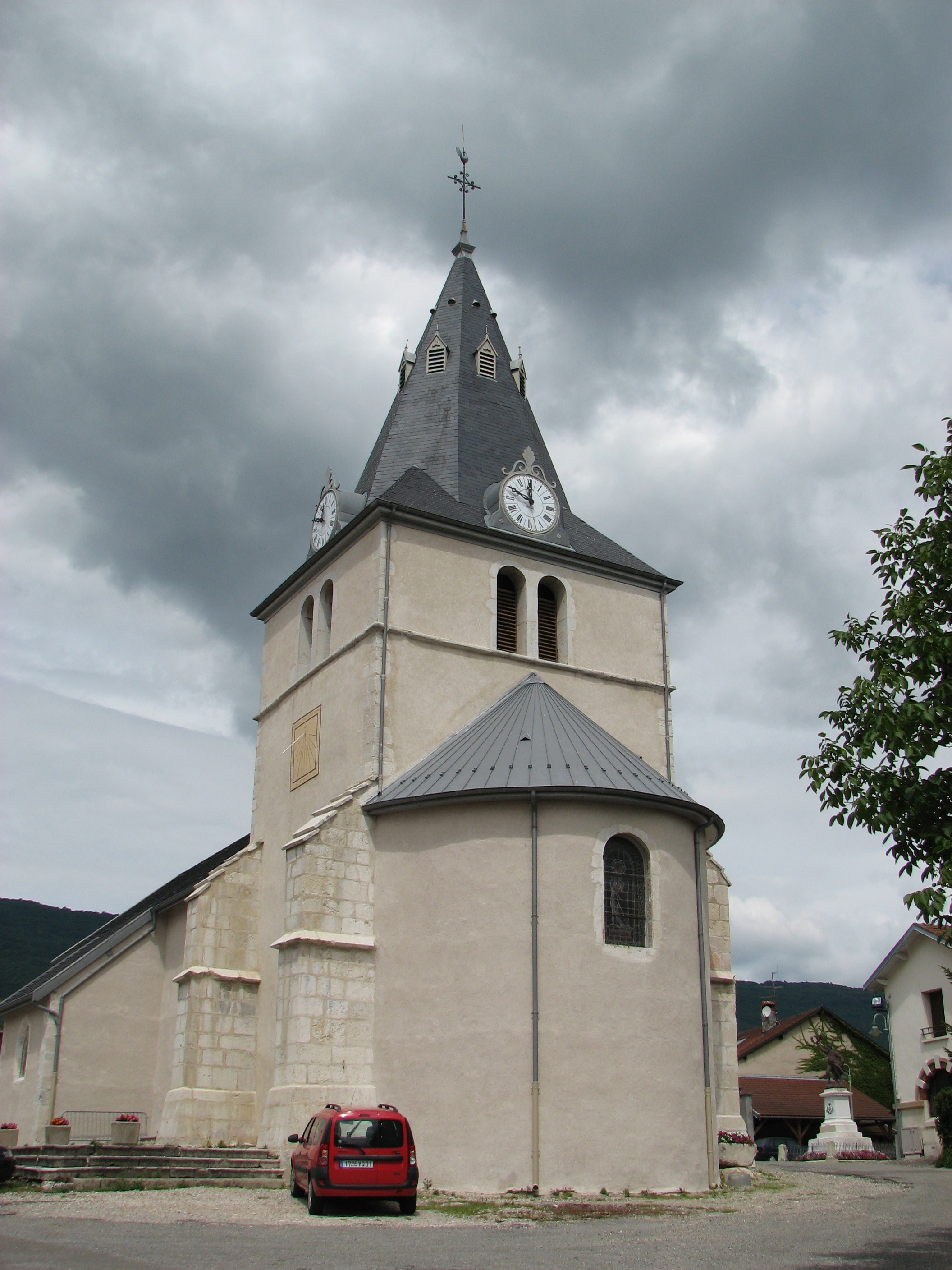
Kirche Saint-Pierre

Die Dorfkirche von Billiat erhielt ihre heutige Gestalt beim Neubau im 19. Jahrhundert, wobei der Chor des romanischen Vorgängerbaus mit einbezogen wurde. Die Kapelle von Retord wurde 1846 errichtet.

## Bevölkerung
| Jahr      | 1962 | 1968 | 1975 | 1982 | 1990 | 1999 | 2006 | 2011 | 2020 |
| Einwohner | 236  | 216  | 293  | 348  | 396  | 411  | 440  | 516  | 628  |

Mit 669 Einwohnern (Stand 1. Januar 2022) gehört Billiat zu den kleinen Gemeinden des Départements Ain. Nachdem die Einwohnerzahl in der ersten Hälfte des 20. Jahrhunderts deutlich abgenommen hatte, wurde seit Beginn der 1970er Jahre wieder ein starkes Bevölkerungswachstum verzeichnet. Die Zahlen basieren auf den Daten von Cassini und INSEE. Die Bewohner von Billiat heißen Billiatus(es).

## Wirtschaft und Infrastruktur
Billiat war bis weit ins 20. Jahrhundert hinein ein vorwiegend durch die Landwirtschaft geprägtes Dorf. Daneben gibt es heute einige Betriebe des lokalen Kleingewerbes. Mittlerweile hat sich das Dorf zu einer Wohngemeinde gewandelt. Zahlreiche Erwerbstätige sind Wegpendler, die in den größeren Ortschaften der Umgebung und hauptsächlich im nahen Bellegarde-sur-Valserine ihrer Arbeit nachgehen.
Die Ortschaft ist verkehrsmäßig gut erschlossen. Sie liegt an der Departementsstraße D991, die von Châtillon-en-Michaille nach Seyssel führt. Weitere Straßenverbindungen bestehen mit Bellegarde-sur-Valserine und Génissiat. Der nächste Anschluss an die Autobahn A40 befindet sich in einer Entfernung von rund sechs Kilometern.
In Billiat gibt es eine staatliche école primaire (Grundschule mit eingegliederter Vorschule).